# Spielvereinigung Greuther Fürth 2020-2021
Questa voce raccoglie le informazioni riguardanti la Spielvereinigung Greuther Fürth nelle competizioni ufficiali della stagione 2020-2021.

## Stagione
Nella stagione 2020-2021 il Greuther Fürth, allenato da Stefan Leitl, concluse il campionato di 2. Bundesliga al 2º posto e fu promosso in Bundesliga. In Coppa di Germania il Greuther Fürth fu eliminato agli ottavi di finale dal Werder Brema.

## Rosa
| N. |                                 | Ruolo | Calciatore        |
| -- | ------------------------------- | ----- | ----------------- |
| 1  | Germania (bandiera)             | P     | Marius Funk       |
| 2  | Germania (bandiera)             | D     | Simon Asta        |
| 4  | Germania (bandiera)             | D     | Maximilian Bauer  |
| 5  | Albania (bandiera)              | D     | Mërgim Mavraj     |
| 7  | Germania (bandiera)             | A     | Robin Kehr        |
| 8  | Bosnia ed Erzegovina (bandiera) | C     | Marijan Ćavar     |
| 9  | Danimarca (bandiera)            | A     | Emil Berggreen    |
| 10 | Svezia (bandiera)               | A     | Branimir Hrgota   |
| 14 | Ghana (bandiera)                | C     | Hans Nunoo Sarpei |
| 15 | Germania (bandiera)             | C     | Sebastian Ernst   |
| 16 | Norvegia (bandiera)             | A     | Håvard Nielsen    |
| 18 | Germania (bandiera)             | D     | Marco Meyerhöfer  |
| 19 | Nigeria (bandiera)              | A     | Dickson Abiama    |
| 21 | Germania (bandiera)             | C     | Timothy Tillman   |

| N. |                        | Ruolo | Calciatore         |
| -- | ---------------------- | ----- | ------------------ |
| 22 | Germania (bandiera)    | C     | David Raum         |
| 23 | Germania (bandiera)    | D     | Paul Jaeckel       |
| 24 | Germania (bandiera)    | C     | Anton Stach        |
| 25 | Germania (bandiera)    | P     | Leon Schaffran     |
| 27 | Germania (bandiera)    | D     | Luca Itter         |
| 29 | Marocco (bandiera)     | D     | Elias Kratzer      |
| 30 | Germania (bandiera)    | P     | Sascha Burchert    |
| 31 | Croazia (bandiera)     | D     | Mario Šubarić      |
| 32 | Francia (bandiera)     | D     | Abdourahmane Barry |
| 33 | Germania (bandiera)    | C     | Paul Seguin        |
| 37 | Stati Uniti (bandiera) | A     | Julian Green       |
| 40 | Germania (bandiera)    | C     | Jamie Leweling     |
| 41 | Finlandia (bandiera)   | P     | Lasse Schulz       |

## Organigramma societario
Area tecnica
- Allenatore: Stefan Leitl
- Allenatore in seconda: Andre Mijatović
- Preparatore dei portieri: Christian Fiedler
- Preparatori atletici: Michael Schleinkofer

## Calciomercato

### Sessione estiva
| Acquisti | Acquisti           | Acquisti          | Acquisti |
| R.       | Nome               | da                | Modalità |
| -------- | ------------------ | ----------------- | -------- |
| D        | Simon Asta         | Augusta           |          |
| A        | Emil Berggreen     | Twente            |          |
| D        | Elias Kratzer      | Greuther Fürth II |          |
| D        | Mario Šubarić      | Greuther Fürth II |          |
| D        | Abdourahmane Barry | Salisburgo        |          |
| A        | Dickson Abiama     | Eltersdorf        |          |
| C        | Anton Stach        | Wolfsburg II      |          |

| Cessioni | Cessioni           | Cessioni          | Cessioni |
| R.       | Nome               | a                 | Modalità |
| -------- | ------------------ | ----------------- | -------- |
| C        | Kenny Redondo      | Kaiserslautern    |          |
| C        | Marvin Stefaniak   | Dinamo Dresda     |          |
| D        | Alexander Lungwitz | Bayern Monaco II  |          |
| D        | Maximilian Sauer   | Duisburg          |          |
| A        | Daniel Keita-Ruel  | Sandhausen        |          |
| D        | Maximilian Wittek  | Vitesse           |          |
| D        | Felix Beijmo       | Werder Brema      |          |
| C        | Mert-Yusuf Torlak  | Greuther Fürth II |          |

### Sessione invernale
| Acquisti | Acquisti      | Acquisti              | Acquisti |
| R.       | Nome          | da                    | Modalità |
| -------- | ------------- | --------------------- | -------- |
| C        | Marijan Ćavar | Eintracht Francoforte |          |
| D        | Luca Itter    | Friburgo              |          |

| Cessioni | Cessioni | Cessioni | Cessioni |
| R.       | Nome     | a        | Modalità |
| -------- | -------- | -------- | -------- |

## Risultati

### 2. Bundesliga

#### Girone di andata
| Arbitro: | Kampka |

|            |           |            |
| Seguin 15’ | Marcatori | 26’ Santos |

| Arbitro: | Brych |

|            |           |          |
| Krüger 23’ | Marcatori | 6’ Ernst |

| Arbitro: | Bacher |

|                                |           |                      |
| Herrmann 2’ Baumann 64’ (rig.) | Marcatori | 26’ Hrgota 90’ Bauer |

| Arbitro: | Petersen |

|  |           |           |
|  | Marcatori | 45’ Narey |

| Arbitro: | Gerach |

|             |           |                                  |
| Mühling 65’ | Marcatori | 7’ Seguin 28’ Hrgota 58’ Nielsen |

| Arbitro: | Günsch |

|                                      |           |              |
| Green 22’ Seguin 27’ Hrgota 52’, 68’ | Marcatori | 58’ Weydandt |

| Arbitro: | Dankert |

|  |           |                     |
|  | Marcatori | 9’ Seguin 34’ Ernst |

| Arbitro: | Brand |

|                                 |           |                    |
| Jaeckel 3’ Seguin 56’ Green 63’ | Marcatori | 33’ (aut.) Jaeckel |

| Arbitro: | Brych |

|                          |           |                            |
| Schäffler 8’ Dovedan 78’ | Marcatori | 3’, 36’ Nielsen 47’ Hrgota |

| Arbitro: | Siewer |

|  |           |                |
|  | Marcatori | 60’ Theuerkauf |

| Arbitro: | Aarnink |

|  |           |                                   |
|  | Marcatori | 30’ Green 33’ Leweling 88’ Abiama |

| Arbitro: | Dingert |

|  |           |                                     |
|  | Marcatori | 17’ Skarke 45’, 49’ Dursun 76’ Höhn |

| Arbitro: | Hartmann |

|  |           |                               |
|  | Marcatori | 50’ Ernst 75’ Abiama 90’ Kehr |

| Arbitro: | Reichel |

|                              |           |           |
| Green 24’ (rig.) Nielsen 27’ | Marcatori | 82’ Flach |

| Arbitro: | Gerach |

|                            |           |                       |
| Goller 2’, 45’ Hofmann 84’ | Marcatori | 23’ Nielsen 28’ Ernst |

| Arbitro: | Jöllenbeck |

|          |           |             |
| Ernst 8’ | Marcatori | 24’ Führich |

| Arbitro: | Willenborg |

|                                    |           |                                         |
| Karaman 35’ Peterson 49’ Danso 83’ | Marcatori | 26’ (aut.) Hoffmann 29’ Green 53’ Ernst |

#### Girone di ritorno
| Arbitro: | Thomsen |

|  |           |           |
|  | Marcatori | 38’ Green |

| Arbitro: | Schröder |

|                           |           |  |
| Hrgota 15’, 34’ Green 60’ | Marcatori |  |

| Arbitro: | Aarnink |

|                                            |           |           |
| Abiama 28’ Hrgota 50’, 80’ (rig.) Kehr 87’ | Marcatori | 15’ Munsy |

| Amburgo 13 febbraio 2021, ore 13:00 CET 21ª giornata | Amburgo   | 0 – 0 referto | Greuther Fürth | Volksparkstadion (0 spett.)\| Arbitro: \| Stegemann \| |
| Arbitro:                                             | Stegemann |               |                |                                                        |

| Arbitro: | Gräfe |

|                                |           |         |
| Nielsen 27’ Mühling 83’ (aut.) | Marcatori | 4’ Mees |

| Arbitro: | Günsch |

|                             |           |                        |
| Haraguchi 41’ Doumbouya 70’ | Marcatori | 68’ Nielsen 76’ Abiama |

| Arbitro: | Jablonski |

|           |           |                            |
| Stach 18’ | Marcatori | 7’ Losilla 61’ (rig.) Žulj |

| Arbitro: | Hartmann |

|            |           |                 |
| George 67’ | Marcatori | 13’, 64’ Hrgota |

| Arbitro: | Zwayer |

|                       |           |                            |
| Nielsen 8’ Abiama 90’ | Marcatori | 57’ Valentini 76’ Shuranov |

| Arbitro: | Storks |

|  |           |           |
|  | Marcatori | 90’ Bauer |

| Arbitro: | Schmidt |

|                                       |           |                     |
| Sarpei 6’ Žirov 77’ (aut.) Hrgota 86’ | Marcatori | 36’, 52’ Keita-Ruel |

| Arbitro: | Willenborg |

|                     |           |                    |
| Kempe 2’ Dursun 40’ | Marcatori | 69’ Green 75’ Raum |

| Arbitro: | Hartmann |

|                                        |           |  |
| Ernst 9’ Hrgota 19’ (rig.) Nielsen 33’ | Marcatori |  |

| Arbitro: | Gerach |

|                            |           |            |
| Zander 10’ Burgstaller 50’ | Marcatori | 90’ Seguin |

| Arbitro: | Schröder |

|                               |           |                       |
| Nielsen 26’ Hrgota 70’ (rig.) | Marcatori | 4’ Hofmann 36’ Thiede |

| Arbitro: | Gräfe |

|                                |           |                                              |
| Jaeckel 22’ (aut.) Führich 45’ | Marcatori | 28’ Nielsen 41’ Hrgota 47’ Seguin 90’ Abiama |

| Arbitro: | Osmers |

|                                        |           |                            |
| Hrgota 53’ (rig.) Green 69’ Abiama 83’ | Marcatori | 26’ Peterson 56’ Appelkamp |

### Coppa di Germania
| Arbitro: | Sather |

|          |           |                                                             |
| Wurm 50’ | Marcatori | 72’ Ernst 99’ Green 103’, 105’ Meyerhöfer 113’, 118’ Abiama |

| Arbitro: | Storks |

|                                                                 |                      |                                                                  |
| Kramarić 13’ Akpoguma 49’                                       | Marcatori            | 21’ Ernst 46’ Meyerhöfer                                         |
| Kramarić Rudy Skov Adamyan Vogt Bogarde Akpoguma Sessegnon Nuhu | Tiri di rigore 6 – 7 | Bauer Raum Seguin Sarpei Hrgota Ernst Jaeckel Tillman Meyerhöfer |

| Arbitro: | Winkmann |

|                     |           |  |
| Möhwald 12’ Agu 73’ | Marcatori |  |

## Statistiche

### Statistiche di squadra
| Competizione      | Punti | In casa | In casa | In casa | In casa | In casa | In casa | In trasferta | In trasferta | In trasferta | In trasferta | In trasferta | In trasferta | Totale | Totale | Totale | Totale | Totale | Totale | DR  |
| Competizione      | Punti | G       | V       | N       | P       | Gf      | Gs      | G            | V            | N            | P            | Gf           | Gs           | G      | V      | N      | P      | Gf     | Gs     | DR  |
| ----------------- | ----- | ------- | ------- | ------- | ------- | ------- | ------- | ------------ | ------------ | ------------ | ------------ | ------------ | ------------ | ------ | ------ | ------ | ------ | ------ | ------ | --- |
| 2. Bundesliga     | 64    | 17      | 9       | 4       | 4       | 34      | 23      | 17           | 9            | 6            | 2            | 35           | 21           | 34     | 18     | 10     | 6      | 69     | 44     | +25 |
| Coppa di Germania | -     | 0       | 0       | 0       | 0       | 0       | 0       | 3            | 1            | 1            | 1            | 8            | 5            | 3      | 1      | 1      | 1      | 8      | 5      | +3  |
| Totale            | 64    | 17      | 9       | 4       | 4       | 34      | 23      | 20           | 10           | 7            | 3            | 43           | 26           | 37     | 19     | 11     | 7      | 77     | 49     | +28 |

### Andamento in campionato
| Giornata  | 1 | 2  | 3  | 4  | 5  | 6 | 7 | 8 | 9 | 10 | 11 | 12 | 13 | 14 | 15 | 16 | 17 | 18 | 19 | 20 | 21 | 22 | 23 | 24 | 25 | 26 | 27 | 28 | 29 | 30 | 31 | 32 | 33 | 34 |
| --------- | - | -- | -- | -- | -- | - | - | - | - | -- | -- | -- | -- | -- | -- | -- | -- | -- | -- | -- | -- | -- | -- | -- | -- | -- | -- | -- | -- | -- | -- | -- | -- | -- |
| Luogo     | C | T  | T  | C  | T  | C | T | C | T | C  | T  | C  | T  | C  | T  | C  | T  | T  | C  | C  | T  | C  | T  | C  | T  | C  | T  | C  | T  | C  | T  | C  | T  | C  |
| Risultato | N | N  | N  | P  | V  | V | V | V | V | P  | V  | P  | V  | V  | P  | N  | N  | V  | V  | V  | N  | V  | N  | P  | V  | N  | V  | V  | N  | V  | P  | N  | V  | V  |
| Posizione | 9 | 12 | 13 | 16 | 10 | 5 | 3 | 2 | 1 | 2  | 2  | 3  | 3  | 3  | 4  | 5  | 5  | 4  | 4  | 4  | 4  | 2  | 3  | 4  | 3  | 4  | 3  | 2  | 2  | 2  | 3  | 3  | 3  | 2  |

Legenda:

Luogo: C = Casa; T = Trasferta. Risultato: V = Vittoria; N = Pareggio; P = Sconfitta.

### Statistiche dei giocatori
| Giocatore     | 2. Bundesliga | 2. Bundesliga | 2. Bundesliga | 2. Bundesliga | Coppa di Germania | Coppa di Germania | Coppa di Germania | Coppa di Germania | Totale   | Totale | Totale      | Totale     |
| Giocatore     | Presenze      | Reti          | Ammonizioni   | Espulsioni    | Presenze          | Reti              | Ammonizioni       | Espulsioni        | Presenze | Reti   | Ammonizioni | Espulsioni |
| ------------- | ------------- | ------------- | ------------- | ------------- | ----------------- | ----------------- | ----------------- | ----------------- | -------- | ------ | ----------- | ---------- |
| D. Abiama     | 29            | 7             | 7             | 0             | 3                 | 2                 | 0                 | 0                 | 32       | 9      | 7           | 0          |
| S. Asta       | 5             | 0             | 0             | 0             | 0                 | 0                 | 0                 | 0                 | 5        | 0      | 0           | 0          |
| A. Barry      | 9             | 0             | 0             | 0             | 1                 | 0                 | 1                 | 0                 | 10       | 0      | 1           | 0          |
| M. Bauer      | 29            | 2             | 7             | 0             | 3                 | 0                 | 1                 | 0                 | 32       | 2      | 8           | 0          |
| E. Berggreen  | 4             | 0             | 0             | 0             | 0                 | 0                 | 0                 | 0                 | 4        | 0      | 0           | 0          |
| S. Burchert   | 33            | 0             | 2             | 0             | 3                 | 0                 | 1                 | 0                 | 36       | 0      | 3           | 0          |
| S. Ernst      | 33            | 7             | 4             | 1             | 3                 | 2                 | 0                 | 0                 | 36       | 9      | 4           | 1          |
| M. Funk       | 1             | 0             | 0             | 0             | 0                 | 0                 | 0                 | 0                 | 1        | 0      | 0           | 0          |
| J. Green      | 30            | 9             | 5             | 0             | 3                 | 1                 | 0                 | 0                 | 33       | 10     | 5           | 0          |
| B. Hrgota     | 31            | 16            | 2             | 0             | 3                 | 0                 | 1                 | 0                 | 34       | 16     | 3           | 0          |
| L. Itter      | 8             | 0             | 0             | 0             | 1                 | 0                 | 0                 | 0                 | 9        | 0      | 0           | 0          |
| P. Jaeckel    | 23            | 1             | 2             | 0             | 2                 | 0                 | 1                 | 0                 | 25       | 1      | 3           | 0          |
| R. Kehr       | 8             | 2             | 1             | 0             | 1                 | 0                 | 0                 | 0                 | 9        | 2      | 1           | 0          |
| E. Kratzer    | 0             | 0             | 0             | 0             | 0                 | 0                 | 0                 | 0                 | 0        | 0      | 0           | 0          |
| J. Leweling   | 24            | 1             | 1             | 0             | 3                 | 0                 | 0                 | 0                 | 27       | 1      | 1           | 0          |
| M. Mavraj     | 19            | 0             | 5             | 0             | 0                 | 0                 | 0                 | 0                 | 19       | 0      | 5           | 0          |
| M. Meyerhöfer | 33            | 0             | 3             | 0             | 3                 | 3                 | 0                 | 0                 | 36       | 3      | 3           | 0          |
| H. Nielsen    | 34            | 11            | 1             | 0             | 3                 | 0                 | 0                 | 0                 | 37       | 11     | 1           | 0          |
| D. Raum       | 34            | 1             | 3             | 0             | 3                 | 0                 | 0                 | 0                 | 37       | 1      | 3           | 0          |
| H. Sarpei     | 28            | 1             | 4             | 0             | 3                 | 0                 | 0                 | 0                 | 31       | 1      | 4           | 0          |
| L. Schaffran  | 0             | 0             | 0             | 0             | 0                 | 0                 | 0                 | 0                 | 0        | 0      | 0           | 0          |
| L. Schulz     | 0             | 0             | 0             | 0             | 0                 | 0                 | 0                 | 0                 | 0        | 0      | 0           | 0          |
| P. Seguin     | 33            | 7             | 9             | 0             | 3                 | 0                 | 0                 | 0                 | 36       | 7      | 9           | 0          |
| A. Stach      | 30            | 1             | 6             | 1             | 3                 | 0                 | 2                 | 0                 | 33       | 1      | 8           | 1          |
| T. Tillman    | 24            | 0             | 0             | 0             | 3                 | 0                 | 0                 | 0                 | 27       | 0      | 0           | 0          |
| M. Ćavar      | 1             | 0             | 0             | 0             | 0                 | 0                 | 0                 | 0                 | 1        | 0      | 0           | 0          |
| M. Šubarić    | 0             | 0             | 0             | 0             | 0                 | 0                 | 0                 | 0                 | 0        | 0      | 0           | 0          |